# Кристина Хофленер
«Кристина Хофленер» (нем. Rausch der Verwandlung — «Угар преображения») — роман австрийского писателя Стефана Цвейга, написан в 1930-х годах, обнаружен в архиве автора и напечатан через сорок лет после его смерти — в 1982 году. Один из двух романов писателя.

## Сюжет
Сюжет произведения не нов: это цвейговский вариант Золушки. Забитая жизненными тяготами молодая женщина благодаря заботам отыскавшейся богатой заокеанской тётушки оказывается внезапно в свой краткосрочный отпуск на фешенебельном курорте  в Швейцарии и вкушает всю сладость праздной роскоши. Кратковременное возвышение Кристины Хофленер в духе «калифа на час» и её последующее затем падение на дно жизни обнажают социальные конфликты буржуазного общества.
1926 год, 20-летняя Кристина Хофлехнер работает скромной почтовой служащей в маленькой австрийской деревне Кляйн-Райфлинг. Она потеряла отца и брата на войне и живёт со своей смертельно больной матерью в съёмной затхлой комнатке на чердаке.
День за днём она стоит за конторкой на почте и уже смирилась с убогой нищенской жизнью, и кажется, ей вечно предстоит штемпелевать конверты в повседневной механической рутине, неизбежна бедность: зарплата ничтожна и едва покрывает расходы.
Однажды приходит телеграмма от её тёти Клэр с приглашением приехать в отпуск в Швейцарию. Тётя Клэр 25 лет назад, получив деньги от семьи богатого венского бизнесмена, с которым у неё был скандальный роман, эмигрировала в Америку, в Нью-Йорке вышла замуж за богатого торговца хлопком, и теперь, путешествуя по Европе, и остановившись на швейцарском курорте.
Поездом через чарующие сказочностью Альпийские горы, заняв деньги на билет у сестры, отговорившей тратить присланные тётей на дорогу 10 долларов на новую куртку, а потратить их в предстоящем отдыхе, одетая в свою трогательную «лучшую» одежду, смущённая и неуверенная в себе, Кристина прибывает в роскошный отель на швейцарский курорт Понтрезина.
Тётя Клэр осыпает Кристину подарками — шёлковыми платьями, драгоценностями, целым днём в салоне красоты, — и Кристина немедленно откликается, находя в себе прекрасную и очаровательную девушку, которую до сих пор скрывала в ней её жизнь.
Кристина превращается в элегантную и непринуждённую девушку. В гранд-отеле она очаровывает мужчин и заставляет женщин ревновать, погружается в очаровывающий своим блеском мир пресытившихся богатых и праздных «небожителей», развлекающихся хитросплетением интриг.
Когда же выясняется, что она не таинственная «Кристиана Ван Булен», имя, которым она невинно назвалась, а простая Кристина Хофлехнер, почтовая служащая, то её тётя, опасаясь, что и её собственное скромное и скандальное происхождение также может быть раскрыто, пугается и отправляет Кристину домой.
Вернувшись домой в деревню, Кристина возвращается к своей прежней жизни, полной тяжёлой работы и отчаяния.
Как-то, приехав в гости к своей сестре в Вену, она знакомится с Фердинандом, молодым архитектором, чья юность осталась на полях Первой мировой войны, разочарованным в жизни, без иллюзий юности и без надежды на будущее. Между ними возникает связь, но для таких людей, как они, нет никакой надежды, им даже негде встречаться, и в свои редкие свидания они бродят по городу.
Некоторое время спустя Фердинанд, потерявший работу, приезжает к Кристине и сообщает, что он решил покончить с собой. Кристина, которой больше не для чего и не для кого жить — мать недавно умерла, говорит ему, что сделает это вместе с ним. Однако, они решаются на другое, и в конце книги мы оставляем их, когда Фердинанд предлагает Кристине ограбить почтовое отделение, где она работает, и бежать за границу. Роман заканчивается «да» Кристины.

## История написания романа и публикации
К работе над романом Стефан Цвейг приступил в начале 1930-х годов, о чём свидетельствуют его дневниковые записи и письма, так, например, в 1930 году в письме Максиму Горькому он упоминает: «в конце сентября я буду уже свободен, и я хочу написать небольшой роман».
Первая тетрадь рукописи, в которой рассказывается история Кристины в Понтрезине и заканчивается её возвращением в Кляйнрейфлинг, была закончена летом 1931 года в Зальцбурге, но дальнейшее развитие сюжета создаёт трудности:

Моя работа едва ли идёт. В середине книги я стою перед широким рвом, который я не могу переступить, и уже месяц топчусь перед ним, как робкая лошадь.— Стефан Цвейг, из письма жене
Вторая тетарадь с рукописью второй части романа, сюжет которой касается отношений Кристины и Фердинанда, написан, вероятно, в 1938 году, в Лондоне (куда уехал из Австрии преследуемый нацистами писатель).
В 1940 году Цвейг совместно со сценаристом Бертольдом Фиртелем написал 120-страничный сценарий с историей Кристины, по которому в 1951 году был снят фильм «Похищенный год».
Две тетради с рукописями были обнаружены в архиве писателя исследователем Кнутом Беком в начале 1980-х годов. Объединяя две рукописи в одно издание Кнут Бек сделал несколько модификаций для создания однородного текста, например, согласовал времена, однако, каждое изменение указал в примечаниях.
Впервые роман был опубликован в немецком издательстве «S. Fischer Verlag» в 1982 году.

### Название романа
В рукописях не содержалось название романа, название «Rausch der Verwandlung», что приблизительно означает «Опьянение преображением» или «Угар преображения», было дано немецким издателем романа по выражению содержащемуся в первой части рукописи.
Роман переведён на многие языки, при этом переводчиками названия давались различные:
- В 1984 году роман вышел на французском под названием «Ivresse de la métamorphose» — название близкое к названию немецкого издания.
- В 2008 году роман вышел на английском под названием «The Post Office Girl» — «Девушка с почты».
- В 2011 году роман вышел на итальянском под названием «Estasi di libertà» — «Экстаз свободы».

Роман в СССР впервые напечатан в 1985 году в журнале «Иностранная литература», через год вышел отдельной книгой в издательстве «Радуга».
Советский переводчик Николай Бунин дал название роману по имени главной героини — «Кристина Хофленер».

## Критика
Сегодняшние критики немало спорят между собой, завершен или не завершен роман, удалось Цвейгу перепрыгнуть через зиявшую в середине его пропасть или нет.— Д. Н. Затонский

Роман действительно не был закончен Стефаном Цвейгом. Он даже не придумал ему названия. Незавершенность не только в отсутствии названия. Затянуты отдельные эпизоды, кое-кого, быть может, разочарует отсутствие развязки. И все же прочитаем роман, не обращая внимания на эти его «случайные черты», тем более что русский переводчик постарался, чтобы он зазвучал именно «по-цвейговски». Эскизу, сделанному большим писателем, конечно же, далеко до его завершенных полотен, но ведь скольким завершенным произведениям далеко до эскиза большого Писателя. — «Литература и искусство», 1985, из предисловия к первой публикации романа на русском языке

Роман разделен на две части, настолько отличным друг от друга, что кажется разорванным. Кроме того, резкость финала говорит о том, что повествование было оставлено, а не завершено.
Девушка из почтового отделения жестокая, грустная, трогательная и, в конечном счете, пугающая, гипнотизирует в своей нисходящей спирали к трагедии. В фигурах Кристины и, особенно, Фердинанда Цвейг дает нам портрет мира, приближающегося к ужасному концу.
Оригинальный текст (англ.)The novel is divided into two parts so distinct from each other as to mark a rupture. Also, the abruptness of the ending suggests that the narrative was abandoned rather than completed.
The Post Office Girl is fierce, sad, moving and, ultimately, frightening. True, it is over-written — Simenon would have done it better, in half the space — but it is also hypnotic in its downward spiral into tragedy. In the figures of Christine and, especially, Ferdinand, Zweig gives us a portrait of a world coming horribly to an end.
— писатель Джон Бэнвилл, The Guardian, 2009

Ни в одной из других книг писателя конкретная действительность не выступает столь зримо, выпукло, вещественно. Разумеется, индивидуализм героев, их бунтарство на грани преступления не способ решения социальных проблем. Поэтому писатель как бы обрывает роман на полуслове, предоставляя нам самим угадывать дальнейшую судьбу героев. — из предисловия к роману к первому немецкому изданию

Один из самых наводящих на размышления романов Цвейга, в котором он порвал с обычным романтизмом своего времени, уступившем место упадку недавней современности.
Оригинальный текст (исп.)Una de las novelas más sugerentes de Zweig, al romper con el romanticismo convencional de su época y dar paso a un desenlace de una rara modernidad.
— Berta Vías Mahou, El País

Прекрасный роман. … Это мощная социальная история, описывающая в трогательных подробностях социальные последствия Первой Мировой Войны и крайнюю нищету, в которой было вынуждено жить так много людей. … Цвейгу удалось взять самые сложные концепции психоанализа и живо воплотить их в жизнь.
Оригинальный текст (англ.)The Post Office Girl is a fine novel — and an excellent place to start if you are new to this great Austrian novelist. It is a powerful social history, describing in moving detail the social impact of the First World War, and the extreme poverty in which so many people were forced to live. … Zweig succeeded in taking the most complex concepts of psychoanalysis and bringing them vividly to life.
— The Daily Telegraph

В романе «Кристина Хофленер» Стефана Цвейга мы находим удивительное по психологической точности описание участия памяти в жизни героини. … проживание в памяти своего недавнего прошлого вызвало целый ряд поступков Кристины, которые до её поездки в Альпы были бы абсолютно невозможны. Не столько сама поездка, сколько её огромной эмоциональной силы реконструкция в памяти повернула жизнь женщины.— Давид Григорьевич Ливнев — Сценическое перевоплощение. — ГИТИС, 1991. — 221 с. — стр. 24

## Адаптации

### Радиопостановка
В 1986 году Всесоюзным радио по роману была поставлена радиопостановка, текст читает А. Покровская.

### Экранизации
По роману были сняты два фильма:
- 1951 — «Украденный год» («Das gestohlene Jahr»), Австрия, фильм, режиссёр Вильфрид Фрасс, в главной роли — Элизабет Хёбарт (Elisabeth Höbarth).
- 1988 — «Хмель преображения» («L’Ivresse de la métamorphose»), Франция, двухсерийный телефильм, режиссёр Эдуар Молинаро, в главной роли — Эвелин Буи.

Кроме того, из этого романа, по словам режиссёра фильма 2014 года «Отель «Гранд Будапешт»», им взято описание роскошного отеля в Швейцарии.